# Dichterkreis
Ein Dichterkreis (auch Dichterbund, Autorengruppe) ist ein Zusammenschluss von Autoren zu einem gemeinsamen künstlerischen Austausch. Er ist meist abzugrenzen von einem Literarischen Salon, einer literarischen Gesellschaft und auch von einem Schriftstellerverband.

## Geschichte
Bereits im Mittelalter gab es Zusammenschlüsse von Literaten (Sizilianische Dichterschule). Im 16. Jahrhundert waren solche vor allem in Universitätsstädten wie Wien, Köln und Straßburg vorhanden. Seit dem 17. Jahrhundert gab es verschiedenartige Dichterbünde, die oft durch persönliche Freundschaften und teilweise durch gemeinsame Rituale geprägt waren. Einige von ihnen hatten prägende Einflüsse auf die nachfolgenden Literaturgeschichte.
Lockere Zusammenschlüsse von Autoren gibt es bis in die Gegenwart.

## Deutschland

### 17. Jahrhundert
- Heidelberger Dichterkreis, um 1620, mit Martin Opitz
- Königsberger Dichterkreis, um 1635, mit Simon Dach
- Pegnesischer Blumenorden, seit 1644, Nürnberg

### 18. Jahrhundert
- Hallescher Dichterkreis, um 1733/39
- Halberstädter Dichterkreis, um 1770
- Göttinger Hainbund, 1772–1775
- Oberrheinischer Dichterkreis, 1784–1814

### 19. Jahrhundert
- Eutiner Kreis, um 1800
- Schwäbische Dichterschule (auch Schwäbischer Dichterkreis), ab 1805
- Seracher Dichterkreis, ab 1831

- Maikäferbund, 1840–1847, in Bonn und Berlin
- Wuppertaler Dichterkreis, um 1850
- Tunnel über der Spree, Berlin, mit Theodor Fontane
- Friedrichshagener Dichterkreis, ab 1888, Berlin

### 20. Jahrhundert
- Dichterkreis der Thingspielbewegung, etwa 1930–1935
- Eutiner Dichterkreis, ab 1936
- Bamberger Dichterkreis, 1936–1943
- Schwäbischer Dichterkreis, ab 1938

- Friedrichshagener Dichterkreis, ab 1962

- Wuppertaler Dichterkreis, ab 1970
- Hallescher Dichterkreis, 1991

## Weitere Länder

### Frankreich
- Lyoneser Dichterschule, 15. Jahrhundert
- La Pléiade, 15. Jahrhundert
- Cercle des poètes Zutiques, 1871/1872, Paris

### Italien
- Sizilianische Dichterschule, 13. Jahrhundert

### USA
- Hartford Wits, um 1785